# Biesles
Biesles is een gemeente in het Franse departement Haute-Marne (regio Grand Est). De plaats maakt deel uit van het arrondissement Chaumont. Biesles telde op 1 januari 2022 1.334 inwoners.

## Geografie
De oppervlakte van Biesles bedroeg op 1 januari 2022 23,84 vierkante kilometer; de bevolkingsdichtheid was toen 56 inwoners per km².

## Demografie
Onderstaande figuur toont het verloop van het inwonertal (bron: INSEE-tellingen).